# Pentace floribunda
Pentace floribunda är en malvaväxtart som beskrevs av George King. Pentace floribunda ingår i släktet Pentace och familjen malvaväxter. Inga underarter finns listade i Catalogue of Life.